# Le Noise
Le Noise je třicátéprvní studiové album kanadského folk rockového hudebníka Neila Younga, vydané v roce 2010 u Reprise Records. Album produkoval Daniel Lanois.

## Seznam skladeb
Všechny skladby napsal(i) Neil Young. 
| Pořadí | Název                      | Délka |
| ------ | -------------------------- | ----- |
| 1.     | Walk with Me               | 4:25  |
| 2.     | Sign of Love               | 3:58  |
| 3.     | Someone's Gonna Rescue You | 3:29  |
| 4.     | Love and War               | 5:37  |
| 5.     | Angry World                | 4:11  |
| 6.     | Hitchhiker                 | 5:32  |
| 7.     | Peaceful Valley Boulevard  | 7:10  |
| 8.     | Rumblin'                   | 3:39  |